# Jan Kamminga
Jan Kamminga (Groningen, 3 januari 1947) is een Nederlands werkgeversbestuurder en voormalig politicus namens de Volkspartij voor Vrijheid en Democratie (VVD).

## Loopbaan
Jan Kamminga is een ondernemer die in (openbare) bestuursfuncties is terechtgekomen. Op 1 mei 1967 begon hij in het makelaarskantoor van de familie, dat op 1 januari 1997 werd verkocht. In 1971 werd hij voorzitter van het Makelaars Computercentrum van de Nederlandse Bond van Makelaars, de voorloper van Funda (tot 1980) en hoofdbestuurslid van die bond.
In 1974 begon zijn politieke loopbaan. Hij was in Groningen lid van de gemeenteraad, tot 1980. Vanaf voorjaar 1976 lid van het hoofdbestuur van de VVD, in dat najaar ook voorzitter van de VVD provincie Groningen. In augustus 1979 ondervoorzitter van de landelijke VVD, voorjaar 1980 een jaar waarnemend partijvoorzitter. Tot november 1986 vervolgens voorzitter. Gedurende vier jaar vicevoorzitter van de ELD, de Europese Liberaal Democraten. In 1982 kreeg hij de gouden eremedaille van het Europees Parlement.
In februari 1987 werd hij voorzitter van de Commerciële Club Groningen. Hij is oprichter en erevoorzitter van de jongerenclub JCC.
Van 1997 tot en met 2004 was hij Commissaris van de Koningin van de provincie Gelderland.

## Nevenfuncties
In september 1987 werd Jan Kamminga voorzitter van het Koninklijk Nederlands Ondernemers Verbond KNOV, tot 2014, toen door een fusie de Koninklijke MKB Nederland ontstond.
Daarvan werd hij de eerste voorzitter tot medio 1996. Daarna is hij benoemd tot erelid. Kamminga was ook vier jaar (1994-1999) voorzitter van UEAPME, de Europese Organisatie voor het MKB. Gedurende 5 jaar was hij lid van het dagelijks bestuur van de Sociaal-Economische Raad (SER).
Voor zijn Europese verdiensten werd hij drager van het Oostenrijkse Silberne Groskreuz mit dem Stern.
- Van 1986 tot 1998 liep het voorzitterschap van de Zeehondencrèche in Pieterburen.
- Van 1990 tot 1994 was hij voorzitter van het Integraal Structuur Plan voor het Noorden, met als opdracht de versterking van het MKB.
- Van 1984 tot 1990 voorzitter RvC Ingenieursbureau Het Noorden (IHN).
- Van 1987 tot 2002 was hij commissaris van de NMB Bank, NMB/Postbank en ING Groep.
- Van 1 januari 2011 tot 1 januari 2015 commissaris bij tabaksfabrikant Philip Morris.[1]

In de periode dat hij Commissaris van de Koningin in Gelderland was (1997-2004), was hij tevens 5 jaar voorzitter van de Nationale Hoorstichting en 6 jaar voorzitter van Unicef in Nederland. Op zijn initiatief is het Huis van de Nederlandse Provincies in Brussel opgericht. Mede daardoor werd hij benoemd tot Officier in de orde van Oranje-Nassau.
Op 1 januari 2005 werd Jan Kamminga voorzitter van FME-CWM, de brancheorganisatie in de technologische industrie, lid van het dagelijks bestuur van VNO/NCW, voorzitter milieucommissie VNO en had hij diverse gerelateerde nevenfuncties.

## Opspraak
In 2008 raakte Kamminga in opspraak vanwege zijn rol in een fraudezaak uit 2001. Kamminga zette de gedeputeerde Wim Scheerder onder druk om af te treden, omdat toenmalig minister van Binnenlandse Zaken Klaas de Vries gedreigd zou hebben met persoonlijk ingrijpen. Kamminga bleef dit ook in verschillende rechtszaken volhouden. In november 2008 concludeerde de rechtbank in Utrecht dat deze bewering onwaar was. De Provinciale Staten in Gelderland namen daarop een motie van treurnis aan.

## Vanaf 2012
Sinds 2012 vervult hij diverse functies, zoals voorzitter van Vastgoed Belang, de particuliere beleggers in vastgoed, voorzitter van de NVMP, verwijdering metalektro producten, lid Reviewcommissie Hoger Onderwijs, voorzitter Maatschappelijke Stuurgroep Aardbevingsproblematiek Groningen, voorzitter RvC Dierenpark Emmen/ Wildlands en voorzitter RvC Century Autogroep Groningen/Drenthe

## Onderscheiding
- Officier in de Orde van Oranje-Nassau

- International Standard Name Identifier: 0000 0003 8771 2854
- Nederlandse Thesaurus van Auteursnamen: 315365668
- Parlement.com: vg09llz91jzj
- Virtual International Authority File: 280703901
- WorldCat: E39PBJr7PTh6krKwqcdPQVRMyd